# بازمانده (فیلم ۱۳۷۳)
بازمانده فیلم سینمایی تاریخی در مورد جنگ استقلال اسرائیل در سال ۱۹۴۸، به کارگردانی سیف‌الله داد و بازیگری سلمی المصری، جیانا عید، بسام کوسا، جمال سلیمان و غسان مسعود، محصول سال ۱۳۷۳ است.
سیف‌الله داد فیلمنامه این فیلم را بر اساس داستانی از غسان کنفانی نویسنده فلسطینی به نام بازگشت به حیفا نوشته است و موضوع آن به سال ۱۹۴۸، تشکیل اسرائیل و تسلط بر شهر حیفا بازمی‌گردد.
این فیلم در جشنواره فیلم فجر سال ۱۳۷۴ جایزه ویژه هیئت داوران را کسب کرد و کاندیدای بهترین فیلمنامه و بازیگر نقش اول زن هم شد. سلمیٰ مصری هم بخاطر بازی در این فیلم لوح تقدیر دریافت کرد.
به گفتهٔ تهیه‌کننده این فیلم، منوچهر محمدی، «بازمانده» با ۴۰ میلیون تومان هزینه تولید شد. البته بعد از آماده شدن به شدت از طرف ارشاد آن موقع بی‌مهری بود و اجازه شرکت در جشنواره فجر به آن ندادند و ما را وادار کردند بگوییم فیلم به جشنواره نمی‌رسد. بعد از آن در سال ۷۵ و بعد از اینکه برخی از مسئولان، غیر از مسئولان ارشاد فیلم را دیدند، پی به ارزش‌های آن بردند و اجازه نمایش دادند. به‌طور مشخص «بازمانده» قبل از جشنواره فجر سال ۷۴ تا خرداد ۷۵ در محاق توقیف بود.
عوامل فنی این فیلم بیشتر ایرانی هستند. سیف‌الله داد که کارگردانی، نویسندگی فیلمنامه و تدوین فیلم را بر عهده داشته، فیلمبرداری آن را هم علیرضا زرین‌دست به انجام رسانده، موسیقی آن ساخته مجید انتظامی و چهره‌پردازی آن هم بر عهده عبدالله اسکندری بوده است. اما برای بازیگران فیلم از بازیگران عرب استفاده شده و تصویربرداری آن هم در شهرهای لاذقیه و دمشق در کشور سوریه انجام شده است.
زبان اصلی فیلم عربی است و دوبله آن به فارسی توسط گوینده‌های ایرانی انجام شده است. رفعت هاشم پور (صفیه)، ناصر طهماسب (شمعون)، منوچهر والی زاده (سعید)، ژاله کاظمی (لطیفه)، سعید مظفری (مرد یهودی)، مینو غزنوی (همسر مرد یهودی)، احمد رسول زاده (رشید)، ژرژ پطروسی (مرد مسیحی همسایه)، ایران بزرگمهری راد (همسر مرد مسیحی) دوبلورهای نقش‌های اصلی این فیلم هستند.
مؤسسه فرهنگی هنری صبا، نسخه انیمیشن این فیلم را تولید کرده که فیلمنامه آن کمی متفاوت تر از نسخه اصلی است.

## داستان
در سال ۱۹۴۸، زمانی‌که اسرائیل تشکیل شد، دکتر سعید به همراه همسرش لطیفه و نوزادشان فرهان در این کشور زندگی می‌کردند. دکتر سعید، شمعون — همسایه و همبازی یهودی دوران کودکی خود — را حین بمب‌گذاری در یک قطار می‌بیند اما مطلع کردن پلیس، آغاز دردسرهای او و خانواده‌اش است. شمعون با تهدید از او می‌خواهد شهر را ترک کند اما سعید امتناع می‌کند. صفیه — مادر سعید — برای تشویق فرزندش به ترک شهر، به حیفا می‌آید. اما صبح روزی که قرار است خانواده دکتر سعید شهر را ترک کنند، حیفا مورد تهاجم صهیونیست‌ها قرار می‌گیرد و از این خانواده، تنها صفیه و فرهان زنده می‌مانند. خانه دکتر سعید به زن و شوهری یهودی می‌رسد و آنها سرپرستی فرهان را که در خانه تنها مانده، به عهده می‌گیرند. صفیه که می‌خواهد تنها یادگار خانواده‌اش را حفظ کند، به عنوان دایه فرهان وارد خانواده یهودی می‌شود. از سوی دیگر، همسر صفیه که درگیر مبارزه با صهیونیست هاست نقشه انفجار بمب در یک قطار حامل صهیونیست‌ها را طرح‌ریزی می‌کند. صفیه می‌پذیرد تا چمدان حاوی بمب را حمل کند. شمعون، زن و شوهر یهودی، صفیه و نوه او نیز از مسافران قطار هستند. درست در لحظه‌ای که هویت صفیه در حال لو رفتن است، او با فرهان از قطار بیرون می‌پرد و انفجار روی می‌دهد. صفیه به شدت آسیب می‌بیند و براثر چپ شدن واگن قطار بی هوش می‌شوند.

## بازیگران
- سلما مصری در نقش خاله صفیه
- جیانا عید در نقش لطیفه
- جمال سلیمان در نقش دکتر سعید
- بسام کوسا در نقش مرد یهودی فیلمساز
- غسان مسعود در نقش شمعون
- صباح برکات در نقش هانا
- علاءالدین کوکش در نقش رشید